# کیک پادشاه
کیک پادشاه یا گالت دِ روا (به فرانسوی: Galette des Rois)، نوعی کیک با منشأ فرانسوی است که در یکی از جشن‌های در ارتباط با کریسمس بنام جشن خاج‌شویان یا عید تعمید عیسی، در برخی از کشورها خورده می‌شود. این کیک معمولاً به شکل حلقه‌است و یک عروسک نوزاد به نشانهٔ عیسی مسیح در داخل آن قرار دارد. قسمتی از کیک که حاوی عروسک نوزاد است نصیب هر کس که بشود از امتیازات یا وظایفی تعیین شده‌ای بهره‌مند می‌شود. این کیک به‌طور سنتی با شکری که به سه رنگ بنفش، طلایی و سبز رنگ آمیزی شده‌است، تزئین می‌شود که یادآور سه مُغی است که پس از زایش عیسی به زیارت او رفتند و هدایایی پیشکش او کردند.
این کیک توسط مهاجران فرانسوی و اسپانیایی در جنوب شرقی آمریکا از فلوریدا تا تکزاس و به‌خصوص شهر نیواورلئان رواج پیدا کرده‌است.

## به سبک فرانسه

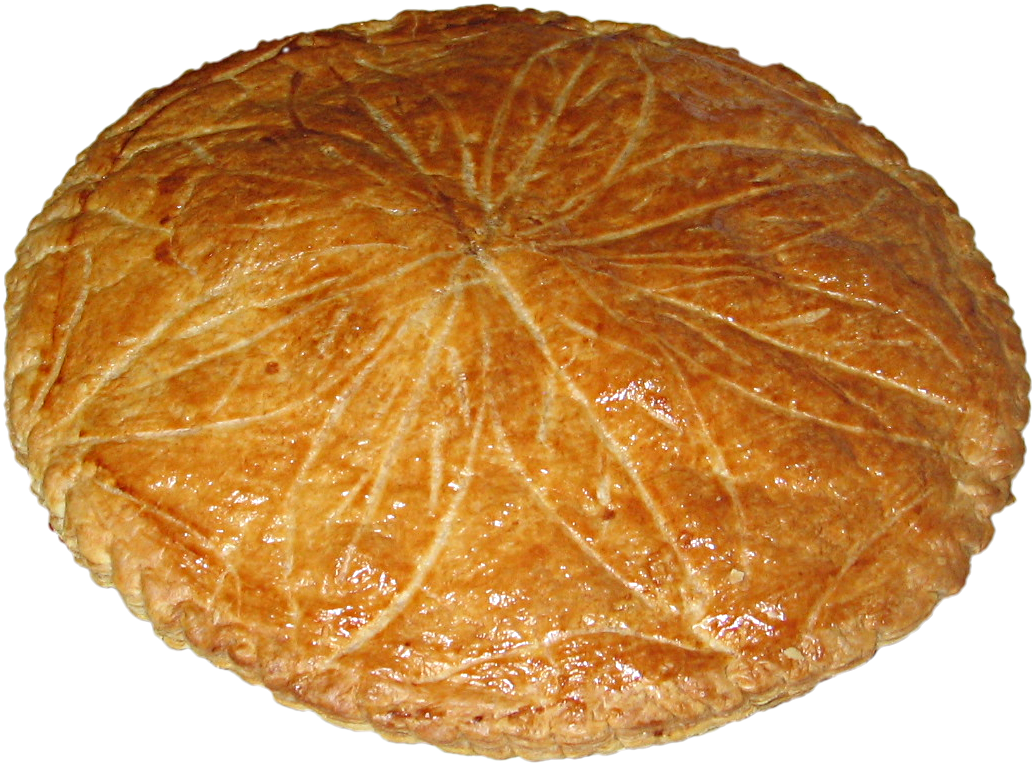
کیک پادشاه در شمال کشور فرانسه و استان کبک، به نام گالت د روا

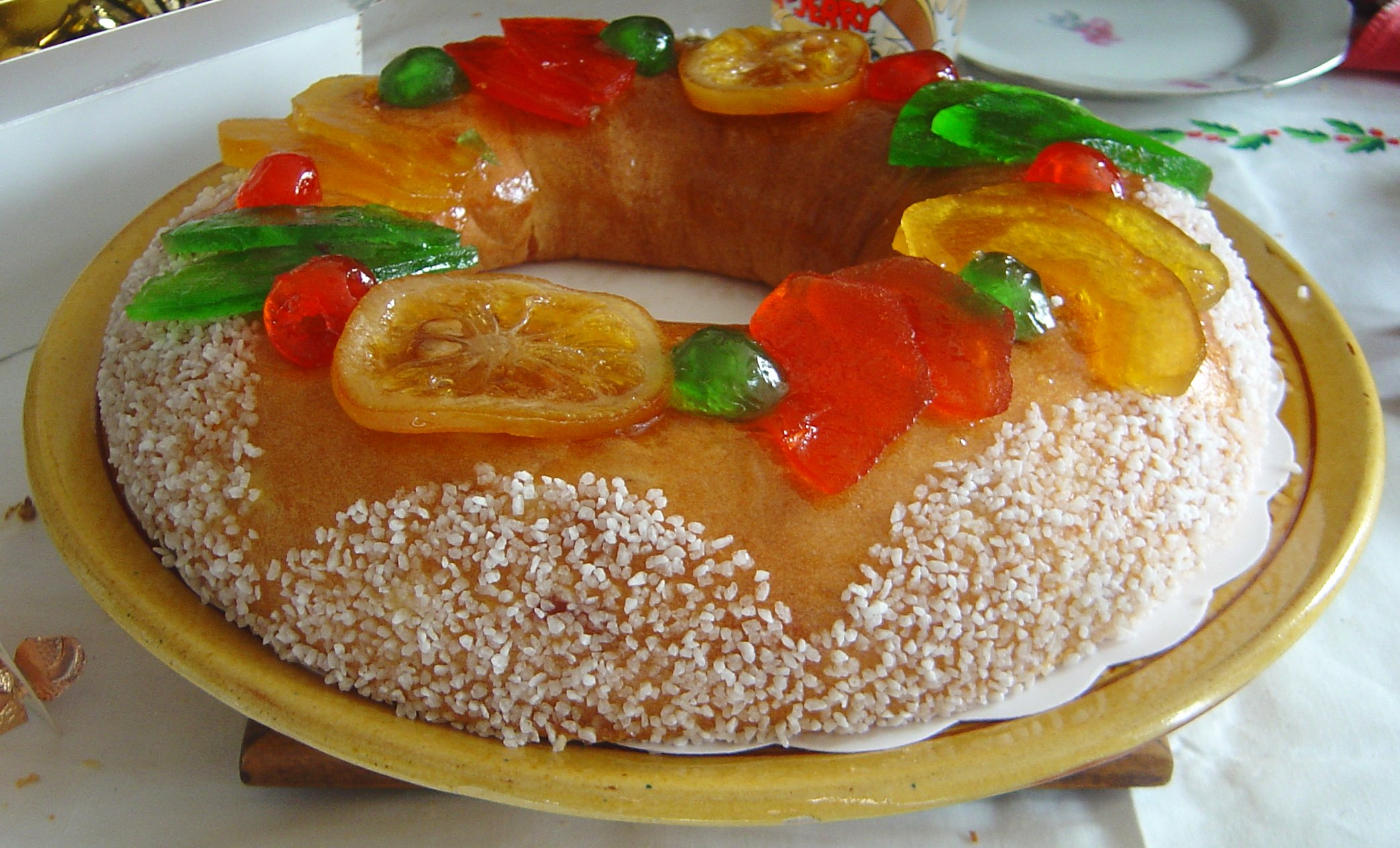
کیک سه پادشاه در جنوب کشور فرانسه، به نام Brioche des Rois

کیک به طور سنتی در هنگام جشن خاج‌شویان در کشور فرانسه و استان کبک در کشور کانادا در بسیاری از نانوایی‌ها در طول ماه ژانویه به فروش می‌رسد. دو نوع از این کیک وجود دارد: در شمال فرانسه و استان کبک به نام کیک گالت دِ روا نامیده می‌شود (که می‌تواند یا دایره یا مستطیل شکل باشد) گالت د روا متشکل است از لایه‌های پوسته پوسته که از خمیر هزار لا به دست می آید و یک مرکز متراکم که مواد آن را کرم کاستارد مخلوط شده با کرم بادام تشکیل می‌دهد به نام frangipane. در جنوب فرانسه کیک به شکل دایره‌ای میان خالی است و با میوه‌های قندی تزیین داده شده و رنگ آن شبیه به یک تاج است. کیک سه پادشاه در جنوب فرانسه نیای کیک‌های سه پادشاه در اسپانیا است و به کیک سه پادشاه در نیو اورلئان در آمریکا بسیار شباهت دارد.